# Laurens ten Dam
Laurens ten Dam (Zuidwolde, Bedum, 13 de novembre de 1980) és un ciclista neerlandès, professional des del 2004.
En el seu palmarès destaca una etapa al Critèrium Internacional.

## Palmarès
- 2006
  - Vencedor de la classificació de la muntanya de la Ster Elektrotoer
  - Vencedor d'una etapa de la Cursa de la Solidaritat Olímpica
- 2008
  - Vencedor d'una etapa al Critèrium Internacional
- 2009
  - 1r a l'Acht van Chaam
  - Vencedor de la classificació de la muntanya del Tour de Romandia

### Resultats al Tour de França
- 2008. 22è de la classificació general
- 2009. 60è de la classificació general
- 2011. 58è de la classificació general
- 2012. 28è de la classificació general
- 2013. 13è de la classificació general
- 2014. 9è de la classificació general
- 2015. 92è de la classificació general
- 2016. 73è de la classificació general
- 2017. 67è de la classificació general
- 2018. 51è de la classificació general

### Resultats al Giro d'Itàlia
- 2009. 28è de la classificació general
- 2017. 34è de la classificació general
- 2018. 35è de la classificació general
- 2019. Abandona (6a etapa)

### Resultats a la Volta a Espanya
- 2010. Abandona (16a etapa)
- 2012. 8è de la classificació general
- 2013. Abandona (13a etapa)
- 2014. 44è de la classificació general